# Provincia de Mayabeque
Provincia de Mayabeque är en provins i Kuba. Den ligger i den västra delen av landet, 30 km sydost om huvudstaden Havanna. Antalet invånare är 381 446. Arean är 3 733 kvadratkilometer. Provincia de Mayabeque gränsar till Artemisa, Matanzas och Provincia de La Habana.
Terrängen i Provincia de Mayabeque är huvudsakligen platt, men österut är den kuperad.
Provincia de Mayabeque delas in i:

1. Municipio de Batabanó
2. Municipio de Bejucal
3. Municipio de Güines
4. Municipio de Jaruco
5. Municipio de Madruga
6. Municipio de Melena del Sur
7. Municipio de Nueva Paz
8. Municipio de Quivicán
9. Municipio de San José de las Lajas
10. Municipio de San Nicolás
11. Municipio de Santa Cruz del Norte

Följande samhällen finns i Provincia de Mayabeque:

- San José de las Lajas
- Madruga
- La Salud
- Surgidero de Batabanó
- Jaruco
- Santa Cruz del Norte
- Bejucal
- Jamaica
- Batabanó
- Quivicán